# Bernard le Bovier de Fontenelle
Bernard le Bovier de Fontenelle (11. února 1657 Rouen - 9. ledna 1757 Paříž) byl francouzský filozof, religionista, astronom, básník a spisovatel.
Je po něm pojmenován měsíční kráter Fontenelle.

## Život
Byl synovcem Pierra Corneille a Thomase Corneille, živil se jako právník. V traktátu O původu bájí (De l'origine des fables), v němž srovnává řeckou a indickou mytologii, předešel moderní religionistické metody. Publikoval také celou řadu osvícenských próz odborného charakteru (především jeden z prvních osvícenských spisů, Entretiens sur la pluralité des mondes), mnoho básní (Poésies pastorales, dramatická tragédie Asper), podílel se na libretu k Lullyho opeře Bellérophon. K jeho čistě beletristickým dílům patří Lettres galantes du chevalier d'Her, kde v sérii dopisů podává barvitý obraz soudobé společnosti. Jeho význam spočívá mimo jiné v popularisaci osvícenské filozofie. Od roku 1691 byl členem Francouzské akademie a byl také jedním z prvních členů Francouzské akademie věd. Zemřel v Paříži ve věku 99 let. Svou dlouhověkost údajně připisoval časté konzumaci jahod.

## Fotogalerie

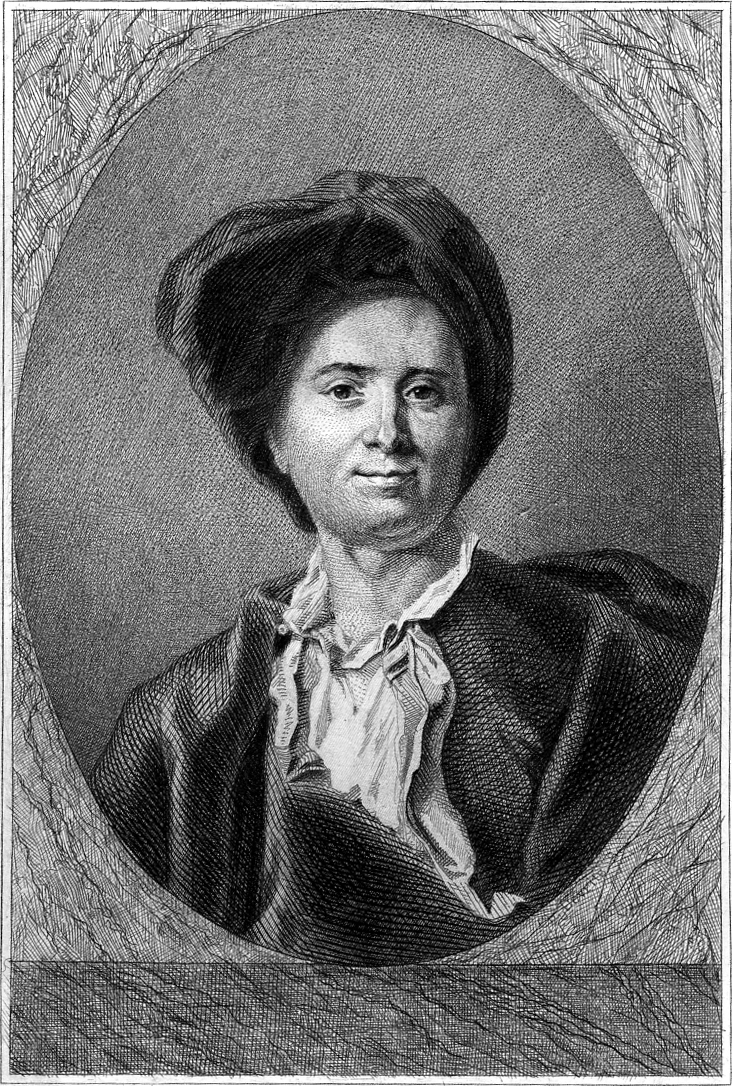
Bernard le Bovier de Fontenelle
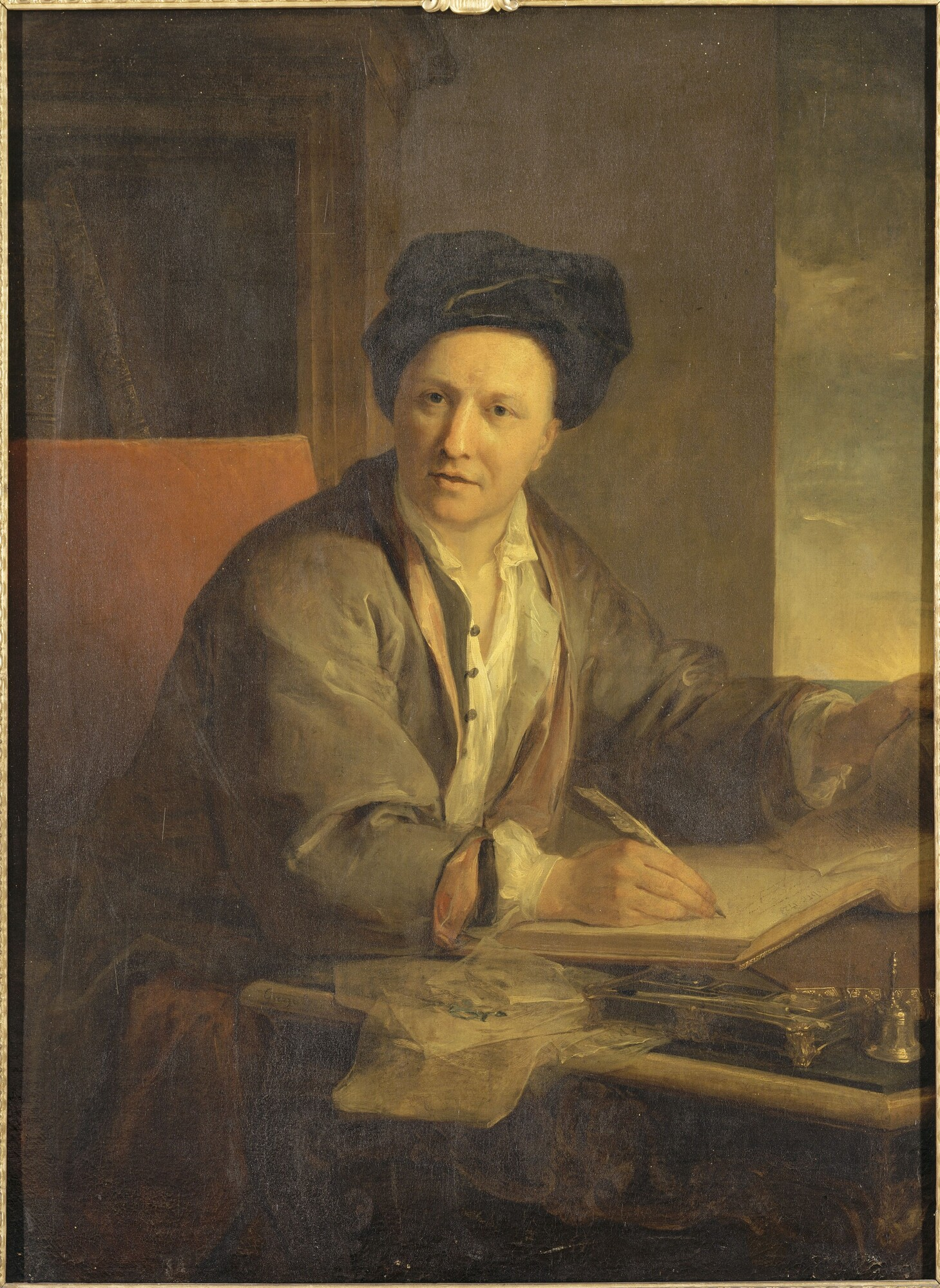
Bernard le Bovier de Fontenelle
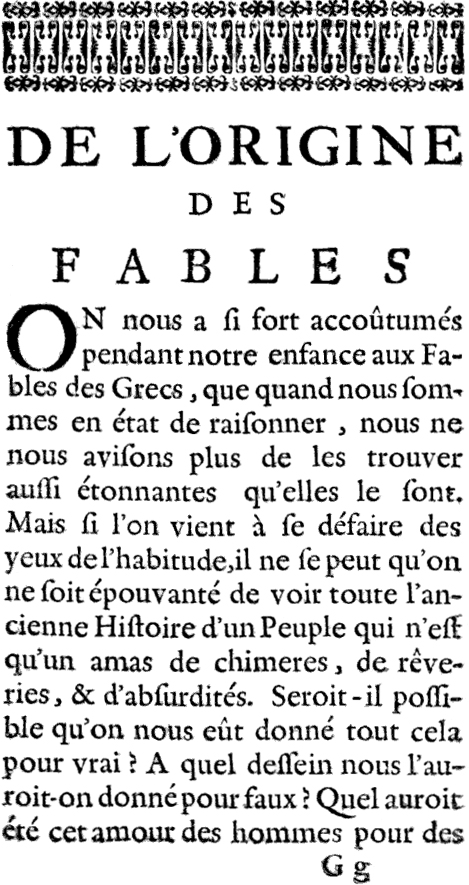
Dílo 'De l’origine des fables' (1684)
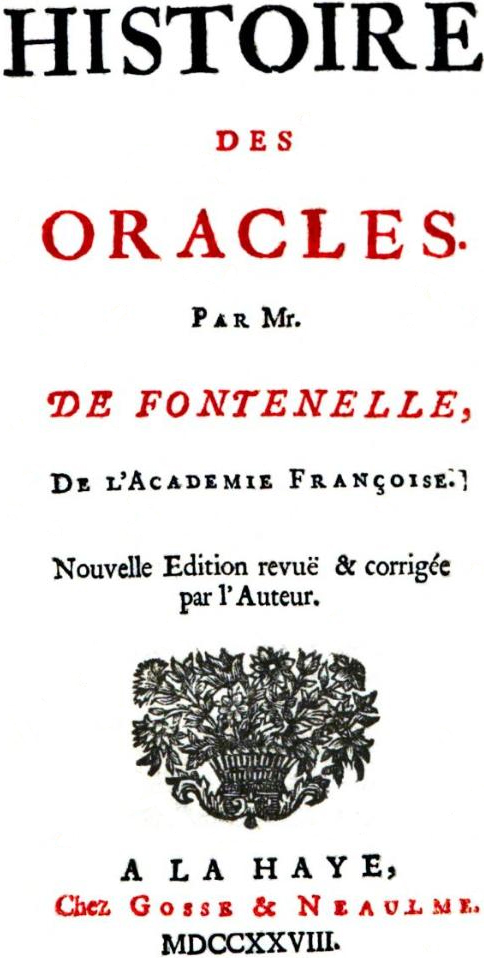
Dílo 'Histoire des Oracles' (1728)
- Dílo 'Entretiens sur la pluralité des mondes'
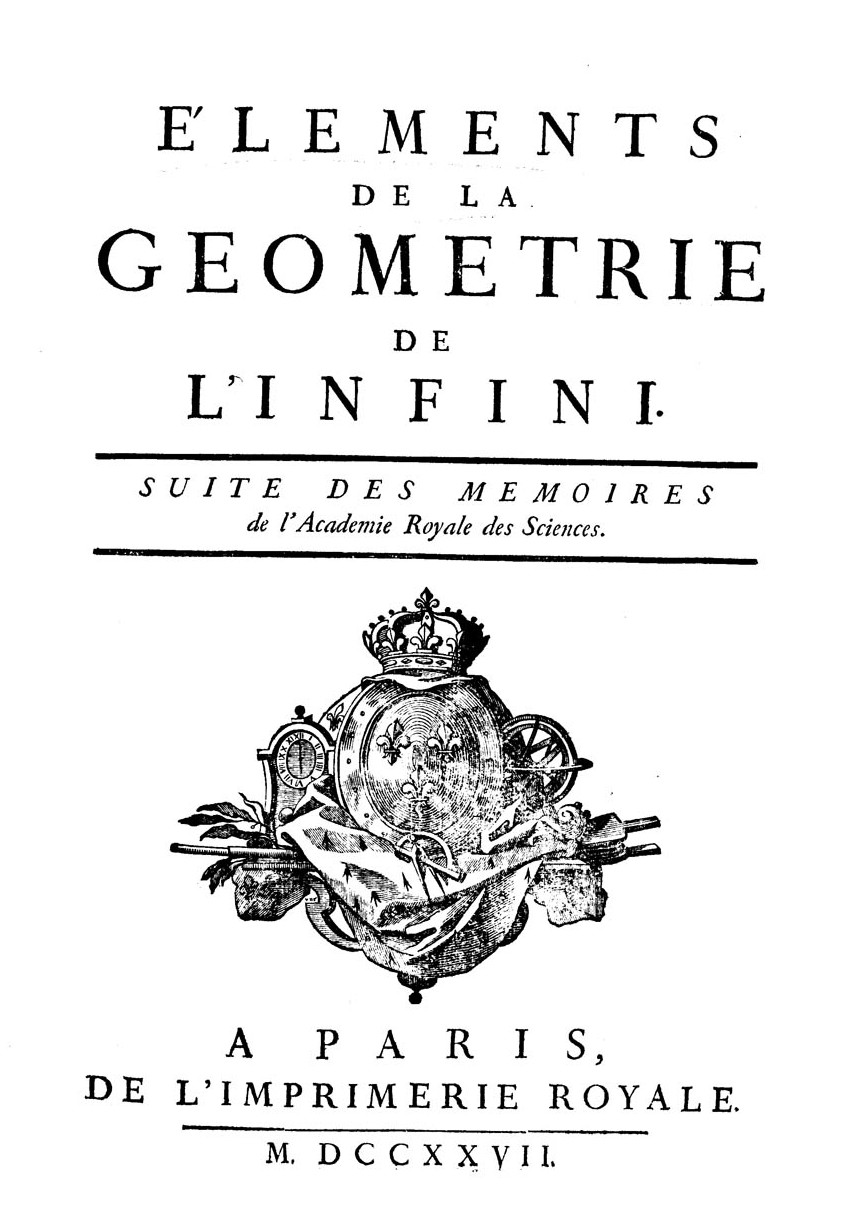
Éléments de la géométrie de l'infini, 1727